# Strażnica WOP Kuczery
Strażnica WOP Sieniawka/Zalesie/Basznia Górna/Kuczery – podstawowy pododdział graniczny Wojsk Ochrony Pogranicza.

## Formowanie i zmiany organizacyjne
Strażnica została sformowana w 1945 w strukturze 34 komendy odcinka jako 156 strażnica WOP (Sieniawka) o stanie 56 żołnierzy. Kierownictwo strażnicy stanowili: komendant strażnicy, zastępca komendanta do spraw polityczno-wychowawczych i zastępca do spraw zwiadu. Strażnica składała się z dwóch drużyn strzeleckich, drużyny fizylierów, drużyny łączności i gospodarczej. Etat przewidywał także instruktora do tresury psów służbowych oraz instruktora sanitarnego.
Organizowana była i do stycznia 1946 stacjonowała w Przemyślu. 25 stycznia 1946 34 komenda OP, wraz ze swoimi strażnicami, wymaszerowała do Lubaczowa. Tam strażnice kwaterowały do czerwca 1946.
W czerwcu 1946 strażnica nr 156 wymaszerowała na tymczasowe mp do m. Basznia Górna. W 1948 przeszła na swój odcinek do m. Kuczery. 
Od 15 marca 1954 wprowadzono nową numerację strażnic. Strażnica II kategorii otrzymała numer 153.

## Działania zbrojne
11 sierpnia 1946 w nocy czujka 156 strażnicy Zalesie w składzie: szer. Józef Kwiatek (erkaemista) i szer. Józef Juraszek, dostrzegła na przedpolu strażnicy oddziały UPA przygotowujące się do ataku. Otworzyła ogień, który umożliwił załodze zajęcie obrony. W toku walki szer. Zygmunt Pniewski ogniem granatnika ckm przeciwnika, a podoficer dyżurny kpr. Sadaj wyniósł z przedpola rannego erkaemistę Kwiatka. Nadciągająca pomoc z komendy spowodowała wycofanie się napastników. Straty strażnicy - trzech rannych. Szer. Pniewski został odznaczony Srebrnym a szer. Kwiatek i szer. Juraszek - Brązowymi Medalami "Zasłużonym na Polu Chwały".